# Nhà nổi

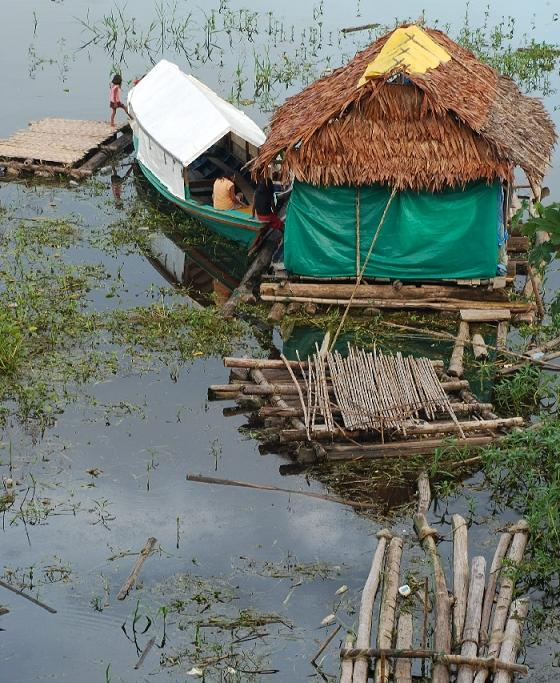
Nhà nổi đơn giản ở Peru

Nhà nổi hay còn gọi là nhà bè, nhà thuyền là nhà được thiết kế đặc biệt, nó giống với các loại nhà bình thường như được làm từ gạch, nhựa, gỗ hay các loại vật liệu nhẹ hơn giúp dễ nổi trên mặt nước. Dưới nền nhà là một miếng phao to hoặc xốp dày, cứng, giúp nhà nổi lên mặt nước.
Nhà thường được cố định bằng dây thừng hoặc neo lại tại một chỗ, nó có thể di chuyển dễ dàng bằng cách chèo hay gắn thêm động cơ vào. Nhà nổi thường là nhà của ngư dân sống định cư tại chỗ để dễ đánh bắt thủy sản, nhà chứa được cả một gia đình, vài loại nhà nổi hiện đại được trang trí nội thất cao cấp, sang trọng, thậm chí là kì lạ, độc đáo. Nhà này có thể thấy tại các vùng vịnh, ao, hồ lớn, sông, những vùng biển ít sóng và gió, một số loại nhà nổi mới có khả năng chịu được sóng biển mạnh dữ dội. Nó còn được dùng làm dịch vụ như nhà hàng, khách sạn độc đáo trên sông, giúp du khách có thể nhìn thấy được quang cảnh xung quanh.